# Ozarba lascivalis
Ozarba lascivalis là một loài bướm đêm trong họ Noctuidae.